# Powder Springs
Powder Springs é uma cidade localizada no estado americano de Geórgia, no Condado de Cobb.

## Demografia
Segundo o censo americano de 2000, a sua população era de 12.481 habitantes.
Em 2006, foi estimada uma população de 14.964, um aumento de 2483 (19.9%).

## Geografia
De acordo com o United States Census Bureau tem uma área de
16,4 km², dos quais 16,4 km² cobertos por terra e 0,0 km² cobertos por água.

## Localidades na vizinhança
O diagrama seguinte representa as localidades num raio de 16 km ao redor de Powder Springs.